# زننوالد
شهر زننوالد (به آلمانی: Sonnewalde) در ایالت برندنبورگ در کشور آلمان واقع شده‌است.